# Comuna Năeni, Buzău
Năeni (în trecut, și Năeni-Proșca) este o comună în județul Buzău, Muntenia, România, formată din satele Fântânele, Fințești, Năeni (reședința), Proșca și Vârf.

## Așezare
Comuna se află pe versantul sudic al dealului Istrița, în vestul județului. Ea este deservită de șoseaua județeană DJ205, care o leagă spre sud de șoseaua națională DN1B, care leagă Buzăul de Ploiești, și spre est de comunele Breaza, Pietroasele, Merei și Vernești. La Fințești, din acest drum se ramifică șoseaua județeană DJ104N, care duce spre vest în județul Prahova la Jugureni.

## Demografie
Componența etnică a comunei Năeni
     Români (92,41%)
     Alte etnii (7,59%)
Componența confesională a comunei Năeni
     Ortodocși (92,22%)
     Alte religii (0,2%)
     Necunoscută (7,59%)
Conform recensământului efectuat în 2021, populația comunei Năeni se ridică la 1.516 locuitori, în scădere față de recensământul anterior din 2011, când fuseseră înregistrați 1.805 locuitori. Majoritatea locuitorilor sunt români (92,41%). Din punct de vedere confesional, majoritatea locuitorilor sunt ortodocși (92,22%), iar pentru 7,59% nu se cunoaște apartenența confesională.

## Politică și administrație
Comuna Năeni este administrată de un primar și un consiliu local compus din 11 consilieri. Primarul, Marius Zecheru[*], de la Partidul Național Liberal, este în funcție din 1 noiembrie 2024. Începând cu alegerile locale din 2024, consiliul local are următoarea componență pe partide politice:
|  | Partid                          | Consilieri | Componența Consiliului | Componența Consiliului | Componența Consiliului | Componența Consiliului | Componența Consiliului |
|  | ------------------------------- | ---------- | ---------------------- | ---------------------- | ---------------------- | ---------------------- | ---------------------- |
|  | Partidul Național Liberal       | 5          |                        |                        |                        |                        |                        |
|  | Partidul Social Democrat        | 3          |                        |                        |                        |                        |                        |
|  | Alianța Dreapta Unită           | 2          |                        |                        |                        |                        |                        |
|  | Alianța pentru Unirea Românilor | 1          |                        |                        |                        |                        |                        |

## Istorie
La sfârșitul secolului al XIX-lea, comuna făcea parte din plasa Tohani a județului Buzău și era formată din cătunele Năeni, Proșca și Tudorăchești, având în total 1340 de locuitori ce trăiau în 314 case. În comună funcționau 2 biserici ortodoxe (una în Năeni și a doua la Proșca, un fost schit devenit biserică de mir) și două școli — una de băieți, cu 37 de elevi și alta de fete, cu 30 de eleve. În aceeași perioadă, pe teritoriul actual al comunei Năeni funcționau și comunele Fințești și Vispești. Comuna Vispești, desprinsă în perioada 1862–1864 din comuna Breaza și formată din satele Văleanca, Vispești, Vârfu și Fântânele, avea 1250 de locuitori, dintre care jumătate în satul de reședință. În comună funcționau 2 biserici (la Vispești și Fântânele) și o școală la Vispești. Comuna Fințești, formată din satele Fințești și Tufele-Fințești, avea 1240 de locuitori, o biserică și o școală cu 62 de elevi, din care 6 fete.
În 1925, comuna Vispești fusese desființată, iar satele ei transferate comunei Năeni, care făcea atunci parte din aceeași plasă și avea în total 3540 de locuitori. Comuna Fințești a fost și ea desființată și inclusă în comuna Jugureni. Comunele Vispești și Năeni s-au separat din nou în 1931, și la fel și comuna Fințești, formată atunci din satele Fințești și Bordușani-Tufele.
În 1950, comunele Năeni și Fințești au fost transferate raionului Mizil din regiunea Buzău și apoi (după 1952) din regiunea Ploiești. Separarea dintre comunele Vispești și Năeni a fost temporară, comuna Vispești fiind împărțită între comunele Breaza (satele Văleanca și Vispești) și Năeni înainte de 1968. În 1968, comuna a redevenit parte a județului Buzău, reînființat, iar comuna Fințești a fost desființată și inclusă în comuna Năeni.

## Monumente istorice
În comuna Năeni se află situl arheologic de interes național din punctul „Zănoaga” aflat la 4 km nord de satul Fințești. El cuprinde două așezări din care una fortificată, aparținând culturii Monteoru din Epoca Bronzului (mileniile al III-lea–al II-lea î.e.n.), precum și o așezare din epoca migrațiilor (secolele al IV-lea–al V-lea e.n.).
În rest, alte cinci obiective sunt incluse pe lista monumentelor istorice din județul Buzău ca monumente de interes local. Patru dintre ele sunt situri arheologice — două la Fântânele și două la Proșca. Astfel, situl de pe dealul Colarea din satul Fântânele cuprinde o așezare și o necropolă de la mijlocul mileniului al III-lea î.e.n. (Epoca Bronzului) și o necropolă din perioada Halstatt (secolul al V-lea î.e.n.); un alt sit, de pe dealul Greabănu din același sat cuprinde o așezare din epoca migrațiilor (secolul al IV-lea); lângă satul Proșca, pe vârful Proșca, în livada de la cruce și pe dealul Proșca, inclusiv în zona „Trei Izvoare”, se află un sit ce cuprinde o așezare din Epoca Bronzului, o alta din perioada Halstatt (secolele al XII-lea–al V-lea î.e.n.), două necropole din epoca migrațiilor (secolul al IV-lea e.n.) și o așezare medievală din secolul al XVI-lea; pe Valea Proștii la sud-vest de aceluași sat, până la punctul de vărsare al pârâului, s-au descoperit alte două așezări, una din Epoca Bronzului și alta din perioada migrațiilor (secolul al IV-lea e.n.).
Al cincilea monument de interes local este clasificat ca monument de arhitectură. Este vorba de biserica „Sfânta Treime” (cu clopotnița) din satul Proșca, datând de la începutul secolului al XIX-lea.